# Западнохунанска операция
Западнохунанската операция е военна операция между 6 април и 9 юни 1945 година в западната част на провинция Хунан по време на Втората китайско-японска война, част от Втората световна война.
Това е последният опит на Япония за мащабно настъпление в Китай, чиято цел е да разбие китайските сили в западен Хунан, да овладее военновъздушните бази в областта и да открие пътя за настъпление към Съчуан. След първоначални успехи на японците, китайците, подпомагани от американските военновъздушни сили, се възползват от планинския терен и им нанасят значителни загуби. При последвалото японско настъпление китайците продължават натиска си, отвоювайки значителна територия.